# MPD Psycho (miniserie de TV)
MPD Psycho (en japonés: 多重人格探偵サイコ/雨宮一彦の帰還, Tajū jinkaku tantei saiko: Amamiya Kazuhiko no kikan?), título completo Multiple Personality Detective Psycho – Kazuhiko Amamiya Returns, es una miniserie de televisión de seis episodios del año 2000, dirigida por Takashi Miike y basada en el manga del mismo nombre "MPD Psycho" 
escrito por Eiji Otsuka e ilustrado por Shōu Tajima en 1997.
Fue transmitida por la cadena de televisión por satélite WOWOW del 2 al 7 de mayo de 2000 y luego presentada en 2003 en el Festival de Cine de Courmayeur.

## Argumento
Yosuke Kobayashi, un detective asignado a una unidad de homicidios, vio a su esposa asesinada y destripada brutalmente por un asesino en serie. Por la conmoción sufrida tras este incidente, desarrolla un trastorno de personalidad múltiple y se convierte en Kazuhiko Amamiya. Poco después, consigue cazar y matar al asesino de su esposa, antes de convertirse nuevamente en Kobayashi. Pero vuelven los asesinatos brutales. La policía no logra dar con el asesino y solicita la ayuda de Kazuhiko Amemiya, que está retirado. Pero el único motivo por el que Amemiya puede resolver el caso es, simplemente, que sufre de personalidad múltiple.

## Reparto
| Actor            | Papel            |
| ---------------- | ---------------- |
| Ren Ôsugi        | Tooru Sasayama   |
| Naoki Hosaka     | Kazuhiko Amamiya |
| Tomoko Nakajima  | Machi Isono      |
| Sadaharu Shiota  | Masaki Manabe    |
| Yoshinari Anan   | Kikuo Toguchi    |
| Rieko Miura      | Chizuko Honda    |
| Lily             | Yôko Yamamoto    |
| Nae Yūki         | Tomoyo Tanabe    |
| Satoshi Matsuda  | Tatsuya Ueno     |
| Fujiko           | Mami Sasayama    |
| Shun Satô        | Saku Ooe         |
| Shun Ichijô      | Hisashi Shimazu  |
| Chiaki Kuriyama  | Mao Fujiki       |
| Gichi Ōtsuka     | Murata Kiyoshi   |
| Aya Hirano       | Lolita ℃         |
| Tomorowo Taguchi | Lucy Monostone   |

## Lanzamiento
MPD Psycho fue transmitida por la cadena de televisión WOWOW del 2 al 7 de mayo de 2000. Después de su estreno en televisión, fue lanzada en Japón, en tres partes, en VHS y DVD, editados por Kadokawa Shōten y distribuidos por Pony Canyon, en 2000. También tuvo una edición especial titulada: MPD Psycho: The Return of Kazuhiko Amemiya Limited Box Set (多重人格探偵サイコ 雨宮一彦の帰還 限定BOX?), una caja que contiene: 
- La serie completa en 3 DVDs.
- Un DVD extra, exclusivo.
- Otra portada para los volúmenes del manga del 1 al 6.
- Figura de Chizuko.

Contenido del DVD extra 
(Aproximadamente 75 minutos)
- Pequeñas entrevistas con el elenco y el director Takashi Miike (en total 42 min)
- Pequeños vídeos "making of" sobre los efectos especiales y el maquillaje.
- "Lolita-C Animation" (2:40 min.) recopila todas las secuencias de animación de la serie.
- Videoclip del tema: ヨハネの手紙 (Epístola de Juan?) de LOLITA℃.
- Anuncios de televisión.
- Recopilación de avances del próximo episodio (del 2 al 6)
- Tema de apertura de MPD-Psycho.

Posteriormente fue lanzada DVD en otros países por numerosas distribuidoras, como: BCI Eclips, Ventura Films, Adness Entertainment, Film 2000, Universe Laser and Video Co. Ltd. y Siren Visual Entertainment, entre otras.

## Episodios
| N.º | Título                                                                           |
| --- | -------------------------------------------------------------------------------- |
| 1 | «"Recuerdos del pecado/Pétalos a la deriva" ("Memories of Sin/Drifting Petals")» |
| Un criminal sádico está convirtiendo a sus víctimas en macetas humanas. El detective Kazuhiko Amamiya es llamado a salir de su jubilación anticipada para trabajar en el caso, que está vinculado a horribles acontecimientos de su pasado. Su nueva esposa desaparece y una misteriosa secta con códigos de barras tatuados en sus ojos emerge para causar estragos en la ciudad. |                                                                                  |
| 2 | «"Cómo crear un mundo" ("How to Create a World")»                                |
| Un brutal asesino en serie extrae bebés del útero de sus madres en lo que parece ser una imitación de un crimen de hace cinco años. Todas las mujeres tienen códigos de barras tatuados en los ojos. Las víctimas, bajo una especie de hipnosis, compran cuchillos de calidad quirúrgica, un día antes de sus asesinatos. Mientras la esposa del detective Amamiya deambula por la ciudad en trance, él descubre que alguien de su pasado está involucrado en la ola de crímenes.           |                                                                                  |
| 3 | «"La vida es una doble hélice constante" ("Life Is a Constant Double Helix")»    |
| El detective Amamiya y el equipo policial están investigando el suicidio en masa de cuarenta chicas de una escuela secundaria de clase alta. Amamiya se hace pasar por profesor de secundaria encubierto para descubrir el por qué y aprender más sobre una nueva generación de codificadores de barras, muchos de los cuales son estudiantes de esta escuela secundaria militarista. Chiaki Kuriyamaes la estrella invitada.                                                               |                                                                                  |
| 4 | «"La hormiga aplastada" ("The Crushed Ant")»                                     |
| En un campo se descubren partes de un cuerpo perfectamente cortadas con números grabados. En una sala de juegos cercana, dos bandas juveniles rivales luchan entre sí y la esposa de Amamiya es hecha prisionera por el líder de una banda. El jefe de policía intenta descubrir más del pasado oculto de Amamiya con la ayuda de un cineasta tuerto. |                                                                                  |
| 5 | «"Coronación del Rey Maldito" ("Coronation of the Cursed King")»                 |
| Los miembros de la secta arden espontáneamente cuando la red de códigos de barras está infectada. Las víctimas de quemaduras son llevadas al hospital local donde la novia cibernética de un empleado solitario le dice que mate gente. El detective Amamiya y su equipo cierran el hospital, mientras suceden cosas extrañas en el piso secreto número 13. |                                                                                  |
| 6 | «"Almas voladoras y esclavitud humana" ("Soaring Souls and Human Bondage")»      |
| El Departamento de Policía niega que el caso del código de barras haya existido alguna vez en un intento de encubrimiento masivo. Los tres miembros restantes del equipo de investigación deciden seguir trabajando en el caso por su cuenta. Toda la familia del jefe de policía muere en circunstancias misteriosas. Amamiya rastrea al ladrón de bebés hasta una cabaña remota en medio de una tormenta de nieve para un enfrentamiento final y recuperar a su propio hijo desaparecido. |                                                                                  |

## Recepción
Panos Kotzathanasis en una reseña para Asian Movie Pulse, escribió: «Respecto al primer aspecto, Miike presenta la historia en todo su complicado y grotesco esplendor, a través de un enfoque surrealista que permite que su estética florezca en plenitud. El principal instrumento de esta táctica es una serie de secuencias de estilo recurrente. Evidentemente, en 6 horas de un caso sumamente complicado que toca, además, tanto la tecnología como lo sobrenatural, hay momentos en los que el control se pierde por completo, aunque Miike, hay que reconocerlo, siempre logra volver a encarrilarlo. He visto más de 60 películas de Takashi Miike y me atrevo a decir que “MPD Psycho” es uno de sus mejores trabajos, y definitivamente uno de los más memorables».

## Diferencias con el manga
La miniserie MPD Psycho comienza siendo fiel a la trama original del manga, pero inmediatamente se desvía de ella, prefiriendo una narrativa autónoma, ya que en ese momento el manga aún se estaba publicando. De ello se deduce que el triple papel de Kobayashi/Amamiya/Nishizono es interpretado por el mismo actor Naoki Osaka, y que la trama, a diferencia del manga, sigue principalmente su historia.
Se hace referencia al manga en una secuencia del primer episodio, en la que Sasayama está leyéndolo en una cafetería y hablan sobre la violencia constante presente en el manga. más tarde se verá tirado en una papelera.

## Banda sonora
- The Temperature Of Lolita (ロリータの温度?) , banda sonora del drama televisivo Multiple Personality Detective Psycho/The Return of Kazuhiko Amemiya (Sello: King Records. Lanzamiento: 29 de agosto de 2001)[13]
  - Voz: Aya Hirano. Planificación: Eiji Otsuka. Letra: Yumi Shirakura. Composición: Tsugutoshi Gotō.
- MPD-PSYCHO CD/Strange New World (Sello: Kadokawa Shoten. Lanzamiento: 2001)
  - Voz: Lucy Monostone. Planificación: Eiji Otsuka. Productor: Tsugutoshi Gotō. Letras y notas del álbum: Miki Motoyuki Erickson

## MPD-PSYCHO/FAKE MOVIE REMIX EDITION
"MPD-PSYCHO/FAKE MOVIE REMIX EDITION" es una versión reeditada de los seis episodios del drama televisivo MPD Psycho – Kazuhiko Amamiya Returns, lanzada en VHSy DVDel 6 de julio de 2002, por Kadokawa Shōten y Pony Canyon. Producida por Eiji Otsuka y reeditada por Ryo Kikuzaki de "UNDERSELL ltd", rehacen una historia diferente a la versión original con una duración aproximada de 90 minutos.Eiji Otsuka filmó escenas adicionales él mismo. El director Takashi Miike expresó su descontento con esta versión reeditada, por lo que Eiji Otsuka tuvo que negociar directamente con él. Finalmente Miike aceptaría la producción, pero no quiso involucrarse en ella.